# گیسموندا

پوستر برای اولین نمایش پاریس در اپرا-کمیک، ۱۵ اکتبر ۱۹۱۹.

گیسموندا (به انگلیسی: Gismonda) یک اپرای هنری بزرگ به زبان فرانسوی در سال ۱۹۱۹ از هنری کان و لوئیز پاین است که بر اساس نمایشنامه «گیسموندا» ساخته ویکتورین ساردو در سال ۱۸۹۴ ساخته شده‌است. اولین نمایش برنامه‌ریزی شده در پاریس با شروع جنگ جهانی اول متوقف شد اما به آهنگساز اجازه داده شد تا ارتش فرانسه برای اولین بار اپرا را با ماری گاردن در نقش اصلی، در اپرای شیکاگو در ۱۴ ژانویه ۱۹۱۹ به نمایش بگذارد. در ۱۵ اکتبر همان سال در پاریس در اپرا-کمیک به نمایش درآمد.